# Andreas J. Geipel
Andreas J. Geipel (*  6. Oktober 1966 in München) ist ein deutscher Jurist und Sportler, der kurz auch in der 1. Ringer-Bundesliga eingesetzt wurde.

## Leben
Geipel studierte von 1987 bis 1992 Rechtswissenschaft an der Ludwig-Maximilians-Universität in München, promovierte allerdings erst 2008 über „Die Notwendigkeit der Objektivierung der Beweiswürdigung“ an der Universität Passau. Geipels Doktorvater war Werner Beulke.
Geipel arbeitet seit 1995 als Rechtsanwalt und tritt seit 2003 mit Publikationen zum Prozessrecht an die Öffentlichkeit, teils mit Co-Autoren (u. a. mit Ralf Eschelbach), teils als Alleinautor. Geipels Hauptwerk ist das „Handbuch der Beweiswürdigung“.
Falsche Beweiswürdigungen stellen nach Ansicht Geipels die Hauptursache von Justizirrtümern dar. Geipel äußerte sich unter anderem zu Gründen und Ursachen von Fehlurteilen in den  MDR-Sendungen Fakt ist…! und Exakt – Die Story.
In der Saison 2007/2008 wurde Geipel von seinem Heimatverein SV Siegfried Hallbergmoos im Halbfinale der Deutschen Mannschaftsmeisterschaft in der 1. Ringer-Bundesliga eingesetzt. Geipel begann mit dem Ringen erst sehr spät und wurde hauptsächlich von Alfons Hecher trainiert. Noch im Jahre 1980/1981 spielte er in der C-Jugend des FC Bayern München als Torwart. Aus dem damaligen Jahrgang sind Uli Bayerschmidt und Manfred Schwabl in die 1. Mannschaft des FC Bayern übernommen worden.
Geipel wurde im Jahre 2012 von der Bundesrechtsanwaltskammer in die Vorschlagsliste zur Vorbereitung der Wahl von Rechtsanwälten beim Bundesgerichtshof aufgenommen (§ 166 Abs. 2 Nr. 1 BRAO), konnte in der Wahl vom 29. Juli 2013 aber nicht die erforderliche Stimmenmehrheit erzielen.

## Publikationen (Auswahl)

### Monografien
- Anhörungsrüge und Verfassungsbeschwerde. In: Burhoff/Kotz (Hrsg.): Handbuch für die strafrechtlichen Rechtsmittel und Rechtsbehelfe, 3. Aufl., ZAP-Verlag, Bonn 2024,  ISBN 978-3-7508-0003-8, S. 553–569 und S. 1108–1237.
- Verteidigung bei Sexualdelikten, 2022, C.F. Müller (zusammen mit Joachim Renzikowski), ISBN  978-3-8114-3732-6.
- Beweisführung und Lügenerkennung vor Gericht, 2020, Schöningh/utb, ISBN 978-3-8252-5400-1.
- Die Revisibilität der Glaubhaftigkeitsbeurteilung. In: Gerst (Hrsg.): Zeugen in der Hauptverhandlung, 2. Aufl., ZAP-Verlag, Bonn, 2020, ISBN 978-3-89655-971-5, S. 299–327.
- Handbuch der Beweiswürdigung, 3. Aufl., ZAP-Verlag, Bonn 2016, ISBN 978-3-89655-161-0. und 2. Aufl. ZAP-Verlag, Münster 2013, ISBN 978-3-89655-694-3.
- Anhörungsrüge und Verfassungsbeschwerde. In: Burhoff/Kotz (Hrsg.): Handbuch für die strafrechtlichen Rechtsmittel und Rechtsbehelfe. ZAP-Verlag, Bonn 2016, ISBN 978-3-89655-829-9, S. 723–746 und 1438–1614.
- Handbuch der Wiederaufnahme in Strafsachen. In: Miebach/Hohmann (Hrsg.), C.H. Beck-Verlag, München 2016, ISBN 978-3-406-64305-7.
- Anhörungsrüge und Verfassungsbeschwerde. In: Burhoff/Kotz (Hrsg.): Handbuch für die strafrechtlichen Rechtsmittel und Rechtsbehelfe. ZAP-Verlag, Münster 2013, ISBN 978-3-89655-687-5, S. 805–831 und 1624–1806.
- Handbuch der Beweiswürdigung (= ZAP Arbeitsbücher). 1. Auflage. ZAP-Verlag, Münster 2008, ISBN 978-3-89655-418-5.
- Die Notwendigkeit der Objektivierung der Beweiswürdigung und Lösungsvorschläge zu ihrer Durchführung. ZAP-Verlag, Münster 2008, ISBN 978-3-89655-417-8 (zugl. Dissertation, Passau, 2008).

### Andere Veröffentlichungen
- Verfahrensfehler in der ZPO-Revision: Das Unauffälligkeitsprinzip in der Tatsacheninstanz. In: Zeitschrift für die Anwaltspraxis. 2013, ISSN 0936-7292, S. 453–466.
- Parteianhörung - die Verwertung im Rahmen der Beweiswürdigung: § 141 vs. § 286 ZPO. In: Monatsschrift des deutschen Rechts. 2012, ISSN 0340-1812, S. 198–200 (gemeinsam mit Ralf Eschelbach).
- gemeinsam mit Günter Prechtel: Brennpunkte des Zivilprozesses und Reaktionsmöglichkeiten auf gerichtliche Fehler. In: Monatsschrift des deutschen Rechts. 2011, ISSN 0340-1812, S. 336–342.
- Die Revisionsbegründungsfrist und Nachbesserungsmöglichkeiten oder: Der Angeklagte haftet für seinen Anwalt. In: Strafverteidiger-Forum. 2011, ISSN 0947-9252, S. 9–14.
- Markante Rechtsschutzlücken im Strafprozess. In: Strafverteidiger-Forum. 2010, ISSN 0947-9252, S. 272–279.
- Der Beweis von Negativa und arglistigem Verschweigen im Prozess. In: Zeitschrift für Schadensrecht. 2010, ISSN 0173-0568, S. 124–127.
- gemeinsam mit Alexander Nill: Die Problematik der Beurteilung der Zeugenaussage im ordentlichen Verfahren: oder praxisrelevante Irrtümer. In: Deutsche Richterzeitung. 2007, ISSN 0340-8612, S. 250–253.
- Der Vollbeweis durch das Unwahrscheinliche?: Widerspruch, Logik oder die vergessene Lehre vom Individualanscheinsbeweis? In: Zeitschrift für Schadensrecht. 2007, ISSN 0173-0568, S. 363–366.
- gemeinsam mit Herbert Geisler und Alexander Nill: Präklusion versus Prozesstaktik: Die Rechtsprechung des BGH zum Verschulden und die Erkenntnisse der Wissenschaft zum Erinnerungsvermögen. In: Zeitschrift für die Anwaltspraxis. 2007, ISSN 0936-7292, S. 139–150.
- Die geheimen Contra-legem-Regeln im ordentlichen Prozess: ein kritischer Bericht aus der Praxis zur Existenz geheimer Contra-legem-Regeln. In: Anwaltsblatt. 2006, ISSN 0171-7227, S. 784–787.